# José Luis Gómez
José Luis Gómez (Santiago del Estero, 10 de setembro de 1993) é um futebolista profissional argentino que atua como defensor, atualmente defende o CA Lanús.

## Carreira
José Luis Gómez fez parte do elenco da Seleção Argentina de Futebol nas Olimpíadas de 2016.